# Болотник оперезаний
Болотник оперезаний (Hydaticus transversalis) — вид водних жуків родини плавунців (Dytiscidae).

## Поширення
Палеарктичний вид. Мешкає в Європі та Північній Азії. Мешкає у стоячих та слабопроточних водоймах на відкритих просторах та у листяних лісах.